# Frango-d’água-de-boehm
O frango-d’água-de-boehm (Sarothrura boehmi) é uma espécie de ave da família Sarothruridae.
Pode ser encontrada nos seguintes países: Angola, Burundi, Camarões, República do Congo, República Democrática do Congo, Guiné Equatorial, Gabão, Guiné, Quénia, Malawi, Mali, Nigéria, Ruanda, Tanzânia, Uganda, Zâmbia e Zimbabwe.